# Benyllus nigricaput
Benyllus nigricaput là một loài tò vò trong họ Ichneumonidae.